# 许文 (德国)
许文是德国下萨克森州的一个市镇。总面积15.24平方公里，总人口560人，其中男性293人，女性267人（2011年12月31日），人口密度37人/平方公里。